# Cordonnet
Cordonnet település Franciaországban, Haute-Saône megyében. Lakosainak száma 147 fő (2022. január 1.). Cordonnet Villers-Bouton, Bonnevent-Velloreille, Chaux-la-Lotière, Étuz, Fretigney-et-Velloreille, Montarlot-lès-Rioz, Montboillon, Oiselay-et-Grachaux és Boulot községekkel határos.

## Népesség
A település népességének változása:
| Lakosok száma | 134  | 144  | 145  | 142  | 141  | 143  | 143  | 143  | 147  |
|               | 2013 | 2015 | 2016 | 2017 | 2018 | 2019 | 2020 | 2021 | 2022 |